# Temple de Lingyin

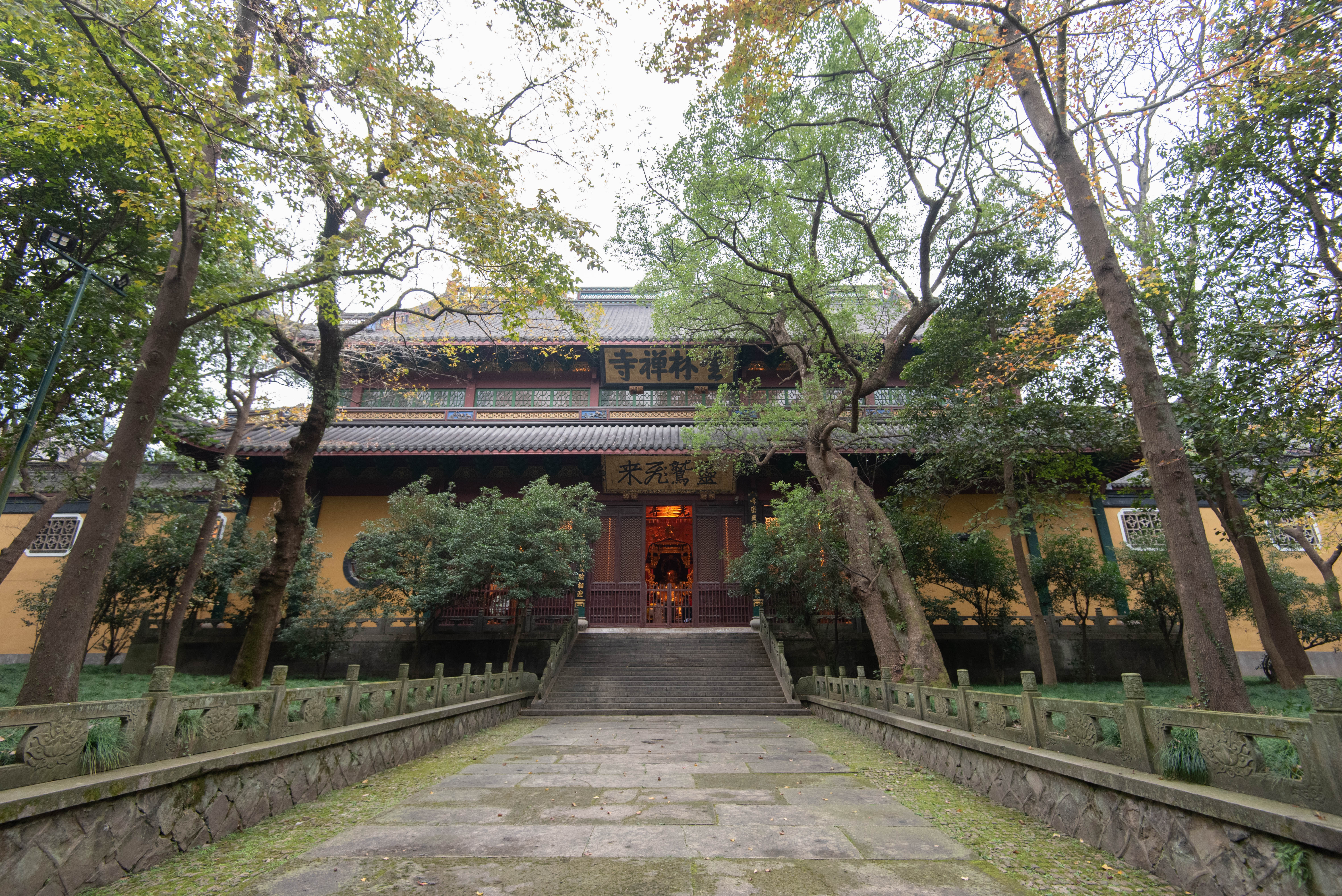
Temple de Lingying

El temple Lingyin (xinès simplificat: 灵隐寺; xinès tradicional; pinyin: Língyǐn Sì) se situa als peus de la muntanya Lingyin. Aquest és el primer complex d'edificis budistes construït a la ciutat de Hangzhou, a prop del Llac de l'Oest.
Va ser establert per primera vegada l'any 328 dC pel monjo indi conegut en xinès com Huili (慧理) durant la Dinastia Jin (265-420). El temple rep el nom de Temple Lingyin (literalment "Temple del retir de l'ànima) pel seu entorn serè adequat on "els déus descansen en reclusió". En el seu moment més àlgid, en el temple comptava amb uns 3000 monjos que s'allotjaven en més de 1300 habitacions. Posteriorment, l'indret va començar a caure en la decadència per culpa de la calamitat i les guerres, fins a la seva darrera restauració en temps de la Dinastia Qing.

## El monjo Huili (慧理), fundador del temple
El monjo fundador del temple va ser Huili. Un monjo provinent de l'Índia del que es desconeixen dades de defunció i naixement, però que va viure durant la Dinastia Jin (265-420) a Hangzhou. Tanmateix, no coneixem el seu nom indi, però diverses fonts apunten cap a Matiyukti.

Segons la llegenda, Huili es va quedar tan meravellat amb la bellesa de les muntanyes de Hangzhou a l'arribar al mont Wu Lin (武林) que va exclamar:
| «                                                                                               | In the country of the ‘Divine-Sky Sincerity’ (天竺 - Tian Zhu) - India – there exists a ‘Peak’ atop the ‘Spirit Vulture’ (灵鹫 - Ling Jiu) Mountain! Here, there sits a Vulture! When will this creature fly away? Who knows? Perhaps on the Day that the Buddha Returns! This is the same Mountain within which the Immortal Spirits abide – always hidden amongst the clouds! | » |
| — Huili (慧理), Chung Tan (2009): The "Himalaya Sphere" lives in the spirit of China and India. | |   |

Per tant, la zona muntanyosa es va anomenar Tian Zhu ("Cel Diví" 天竺), coronant el pic com Fei Lai ("vola lluny": 飞来). Altrament, aquesta terra "sagrada" que contemplava es va anomenar Lingyin ("escut espiritual": 灵隐) i es va construir el temple Ling Jiu (灵鹫) i el temple Lingyin (灵隐).

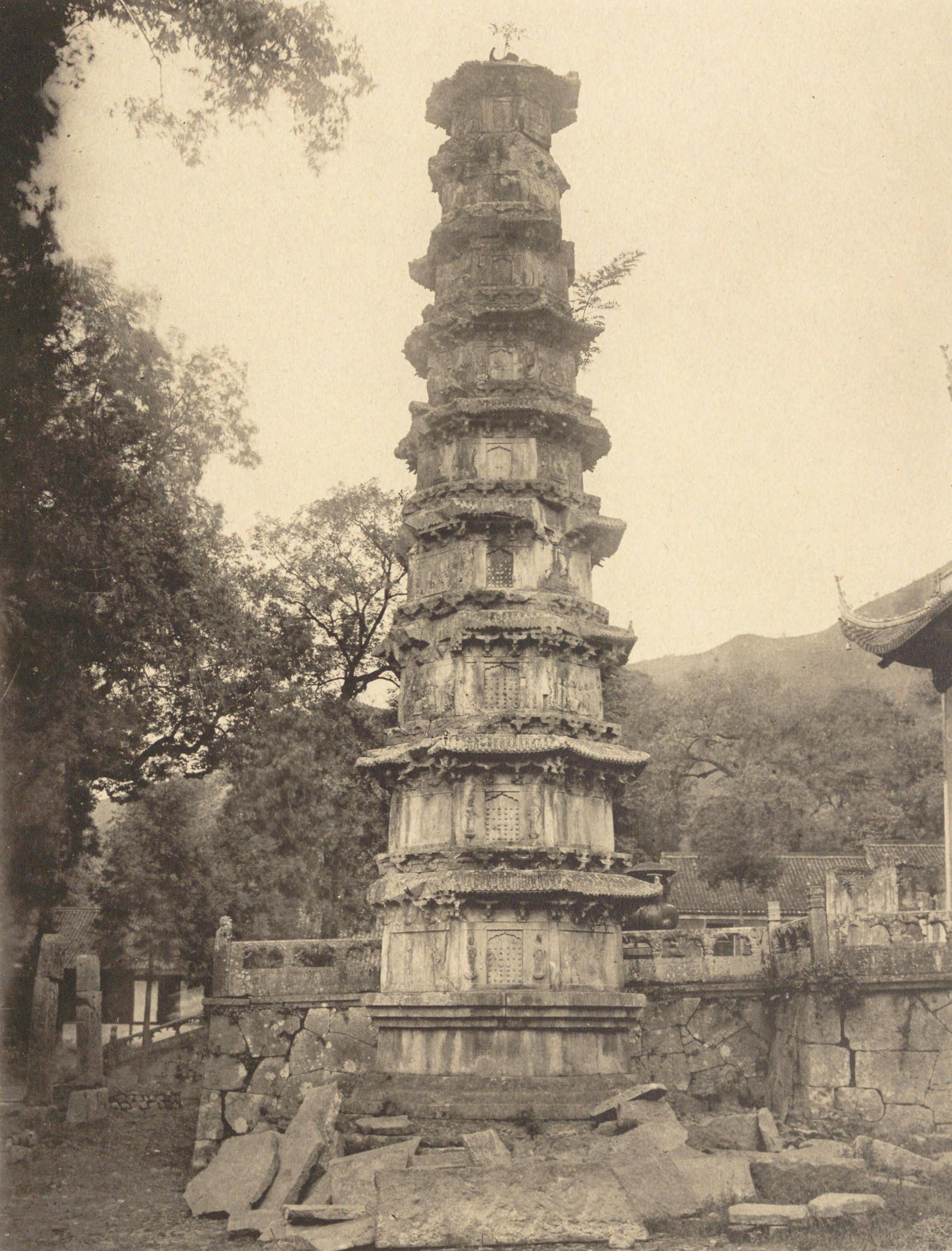
Pagoda Li Gong (situada a prop de la cova Long Hong). Commemora la memòria del monjo fundador Huili

Finalment, cal esmentar la importància del corrent budista Mahayana; aquesta es coneix per la seva compassió universal i la cerca de la il·luminació. A més a més, l'ascensió a la il·luminació ha de ser beneficiosa no solament per al mateix individu, sinó per a tots els éssers que ens envolten. Gràcies a aquests valors, apareixen figures com les Bodhisattva, que eren guies espirituals que ajudaven als altres al final de la seva alliberació.
El monjo Huili era un gran seguidor d'aquesta tendència, cosa que va reflectir molt bé a la iconografia del temple. Diversos elements de la figuració del temple ajuden a assentar aquesta idea; l'èmfasi en la contemplació o la dedicació del desenvolupament espiritual, inscrits en la integració de la natura o les diferents figures de l'edifici...
Per exemple, el Buda Maitreya del saló dels Quatre Reis Celestials o la figura de Avalokiteshvara es relacionen amb la compassió. La Pagoda Li Gong (situada a prop de la cova Long Hong) és un edifici que ha servit la funció de commemorar la memòria del patriarca Hui Li durant les dinasties

## Història
El temple Lingyin (灵隐寺), es va fundar l'any 326 dC pel monjo budista indi anomenat Huili (慧理). La llegenda vinculada al personatge revela el seu entusiasme en veure el paisatge muntanyós de Lingyin i com aquest fet va ajudar a la creació d'aquest temple budista. L'atmosfera denotava tranquil·litat espiritual.

Seguidament, durant la Dinastia Song, el temple va assolir el seu màxima esplendor, convertint-se en un dels temples Budistes més influents de la Xina. Es van afegir diverses peces artístiques com les escultures rupestres en Feilai Feng en la façana exterior o la incorporació de 18 nous pavellons i més de 1300 habitacions. Durant la Dinastia Ming i Dinastia Qing les guerres i els saquejos van causar l'incendi o deteriorament gradual de l'edificació. Tot i això, durant la Dinastia Ming el centre va recuperar a poc a poc el seu estatus.

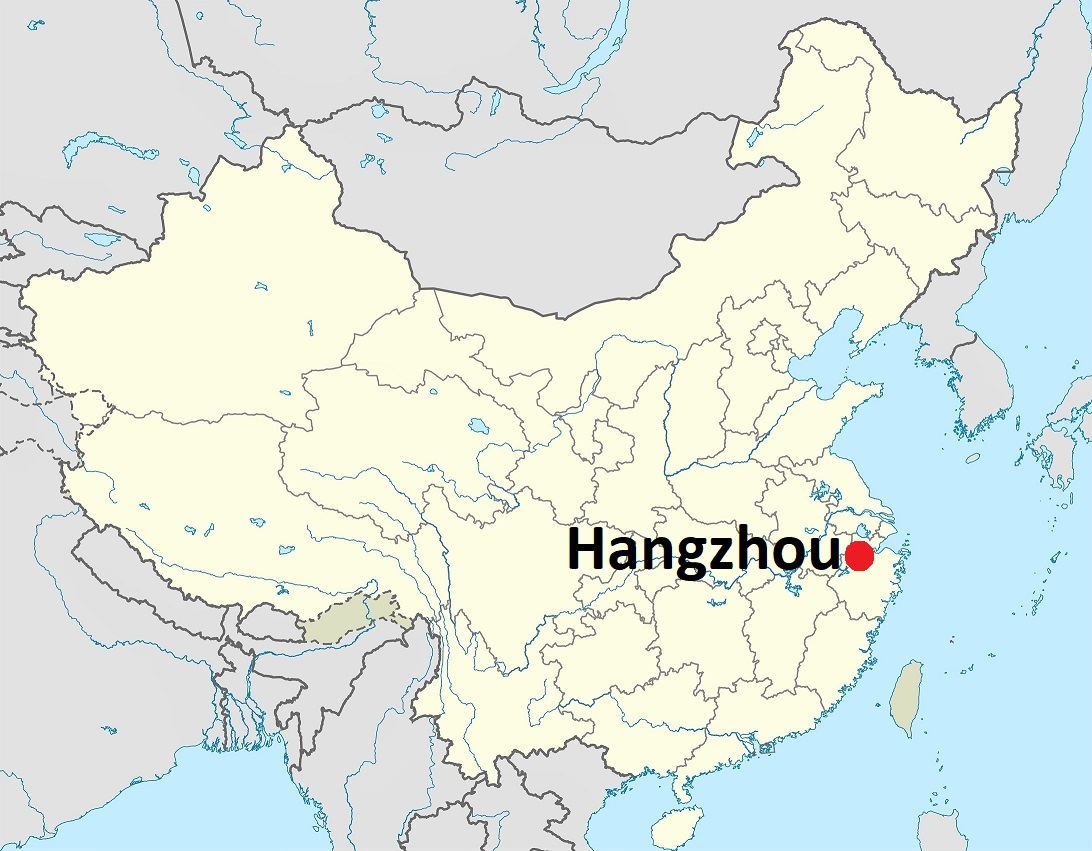
Mapa de Hangzhou

Culminant finalment en la darrera renovació fins ara, durant la Dinastia Qing. També en aquesta última l'emperador Kangxi va deixar inscripcions de cal·ligrafia situades al saló dels Quatre Reis Celestials.

### Ciutat d'origen
Hangzhou és una de les set ciutats més famoses i antigues de la Xina, especialment per la seva vegetació. En l'actualitat, és la capital de Zhejiang, una de les províncies més riques de la Xina.

## Influéncia estilística
Existeix un diàleg entre l'arquitectura xinesa i la budista dins del temple de Lingyin. Per exemple, el saló Mahavira inclou teulades corbades, estructures simètriques i l'ús de colors vius com el groc i el vermell. Totes aquestes característiques són típiques del disseny tradicional xinès, però la colorimetria mostra un intercanvi cultural amb el budisme.
Altrament, les escultures rupestres Feilai Feng són una reminiscència directa a l'estil Indi i la manera d'expressar el budisme a través dels recursos materials de la zona. Les representacions de Buda, bodhisattves i escenes mitològiques tallades a la roca són una adaptació de l'art indi en tècniques i gust xinès.
La intencionalitat de les obres apropa als visitants als valors budistes Indis, com per exemple la seva integració amb la natura. La manera en la qual els pavellons s'integren a la perfecció amb el paisatge i les muntanyes reflecteix la filosofia budista de viure en equilibri amb la natura. Tanmateix, la iconografia de Buda manifesta compassió i serenitat, mentre que els dracs i altres elements que s'apropen més a la tradició xinesa representen la protecció i el poder espiritual.

## Parts de l'edifici

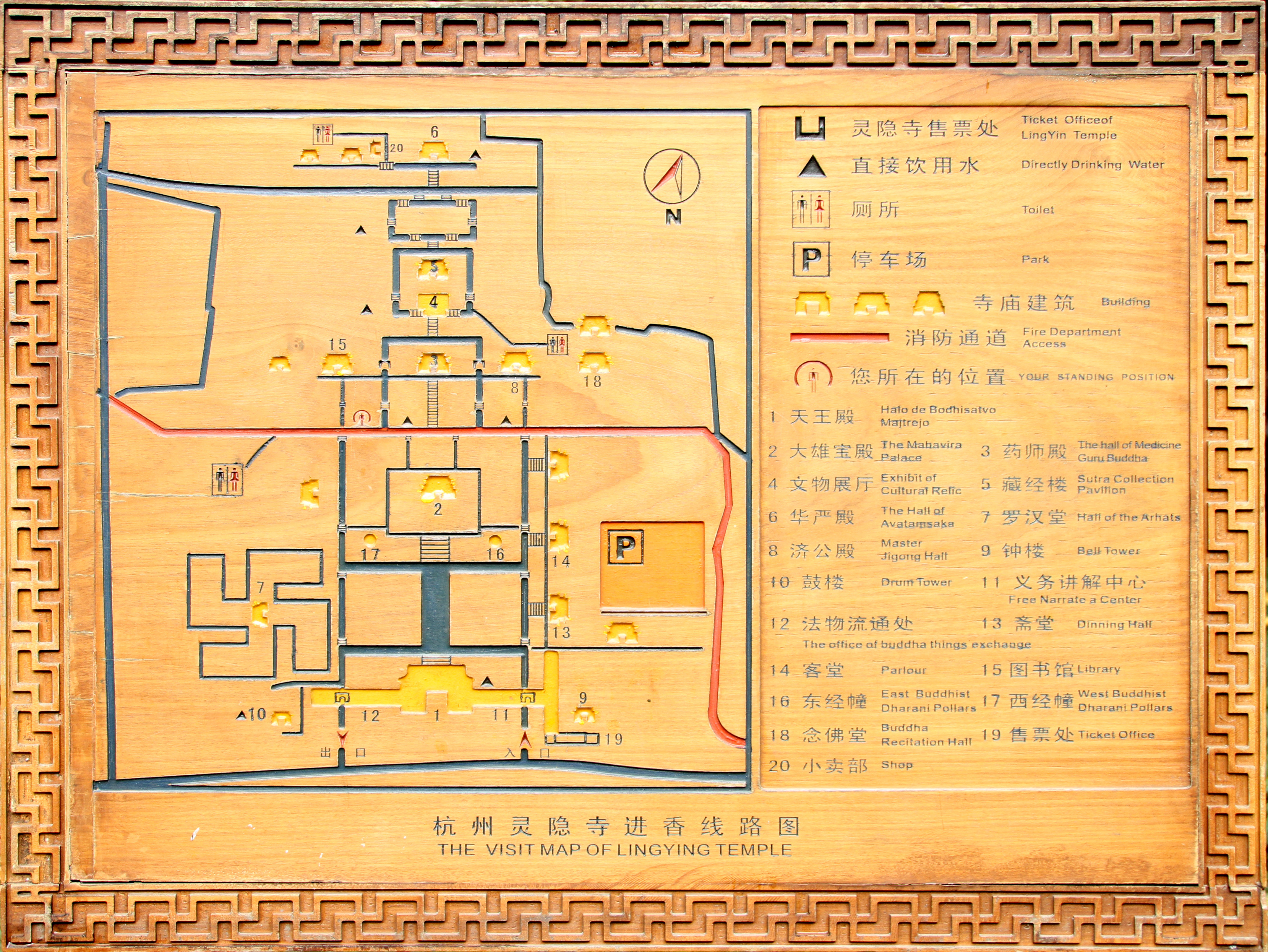
Mapa del Temple Lingyin

D'entrada, cal prendre en consideració totes les estances distribuïdes al llarg de 300 metres. L'accés està disposat al Saló dels Cuatre Reis Celestials, Santuari de Buda Sakyamuni, Sala de Bhaisajya, biblioteca del Sutra (d'escriptures budistes) i el palau Huayuan, flanquejat per la torre campanari. A més a més, cal destacar les grutes Feilai Feng, nombrades per la seva localització en la llegenda de Huili, el monjo creador del temple.

### Saló dels Cuatre Reis Celestials

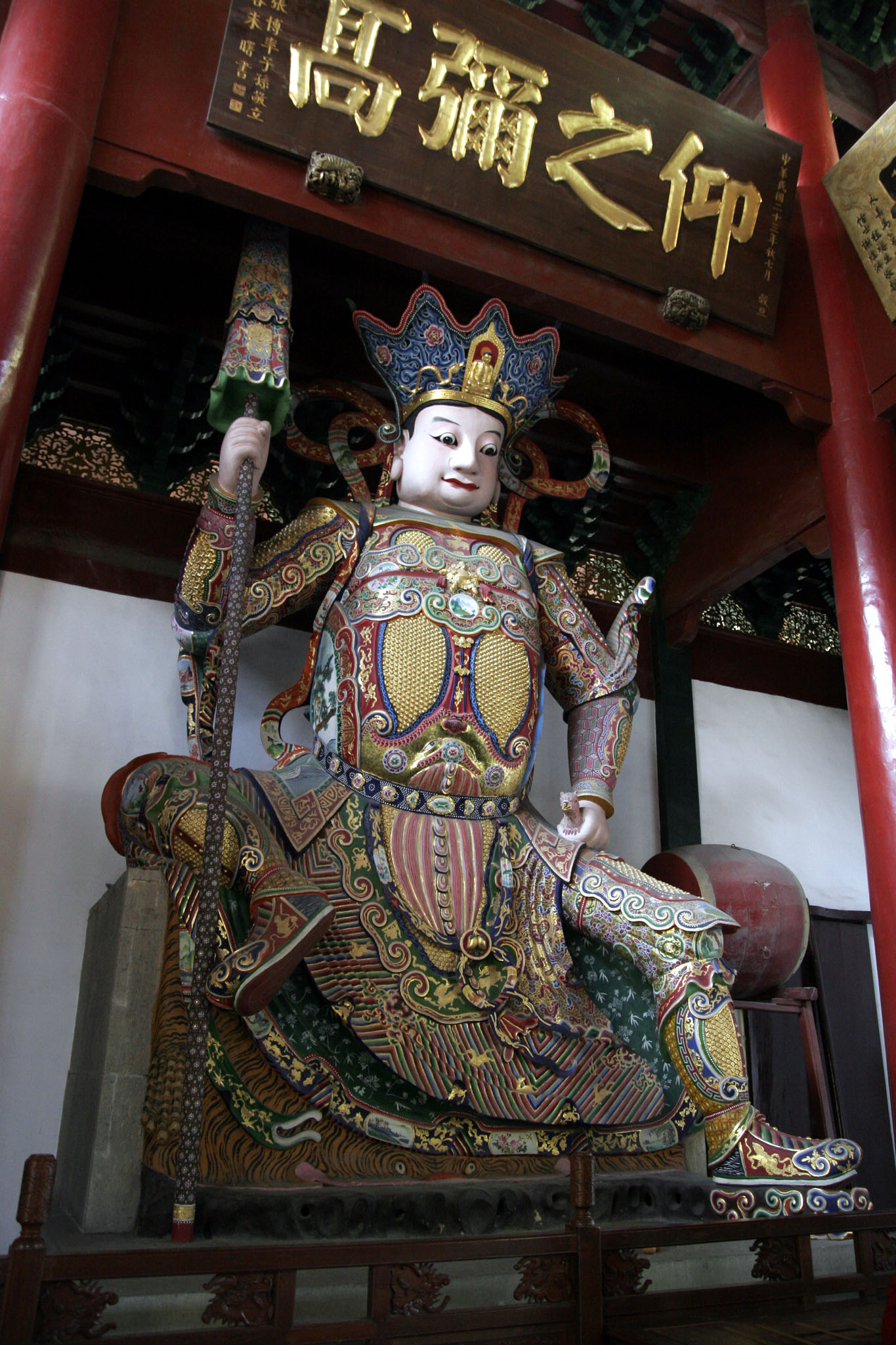
Estàtua de Vaiśravaṇa (Duōwén Tiānwáng), Rei Celestial del Nord. Ubicat al saló dels Quatre Reis Celestials

Aquesta és l'entrada formal al temple i el primer que es veu a l'entrar a l'edifici. Primerament, la sala dels reis celestials (天王殿) presenta una placa a la part frontal (雲林禪寺; Yúnlín Chán Sì; 'Temple Chan dels núvols i els boscos'), escrita per l'emperador Kangxi. Un altre element que desperta l'interès dels visitants és l'estàtua de Buda Maitreya al bell mig de la sala. Aquest Buda presenta les característiques clàssiques de la seva tipologia: una gran panxa mentre deixa veure una tendra rialla. Aquestes accions assenyalen que sempre tolerarà l'intolerable i es riurà del ridícul.
Segonament, a la part posterior (de cara al turó) es pot observar un Buda Skanda sobre un casc daurat i fulles d'or i esculpida amb fusta de càmfora. L'escultura data de la Dinastia Song del sud, convertint-se en l'escultura més antiga del complex. Finalment, les estàtues dels Quatre Reis Celestials es troben als dos costats de la gran sala, d'esquerra a dreta. Tenen un aspecte molt majestuós i imponent per la seva mida.

### Saló de Buda Sakyamuni o Saló Mahavira
Aquest saló és el principal dins d'un temple budista xinès. Concretament, aquesta sala també es coneix amb el nom de "Gran Saló del Gran Savi" (大雄宝殿). Altra manera d'anomenar la sala com Buda Sakyamuni ve relacionada amb la figura central gegantina del saló.

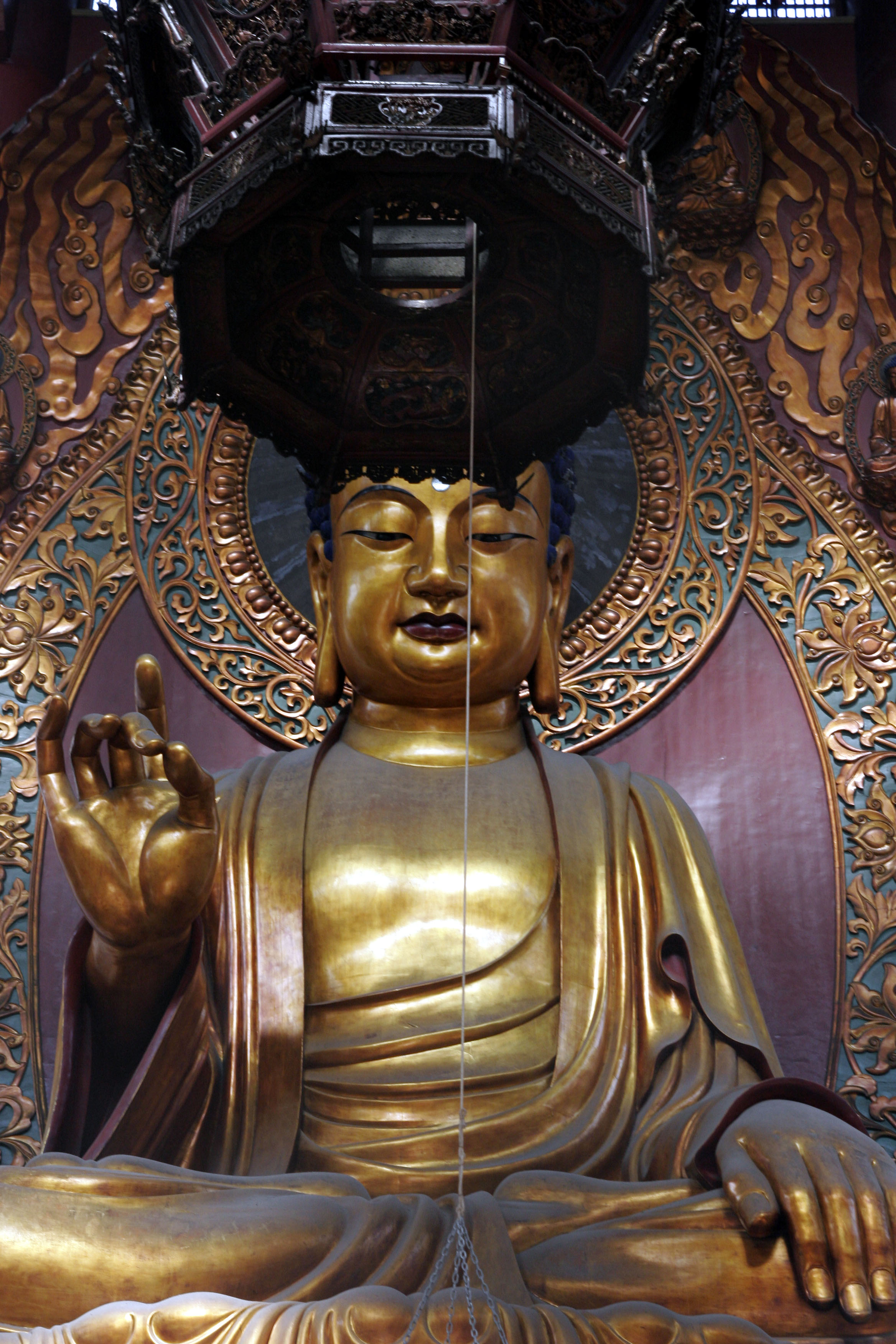
Saló de Buda Sakyamuni

El saló Mahavira fa 33,6 metres d'alçada i té un sostre de triple ràfec. L'interior de la sala arriba als 30 metres i està revestit amb figures de símbols tradicionals budistes de baix relleu i or.
L'estàtua central del Buda Sakyamuni, representa un Buda Històric. La seva mà dreta forma la vitarka mudrā. En l'actualitat, aquesta és l'estàtua budista de fusta més gran de la Xina (24,8 metres). El material és la fusta de càmfora a l'estil de la dinastia Tang i recoberta amb 60 taels d'or.
Als costats de l'estàtua gegant hi ha un grup de 24 estàtues estereoscòpiques de deïtats que protegeixen el budisme xinès. Seguidament, altres vuit arhats i altres figures consagren la paret. Finalment, dotze estàtues Bodhisattva revesteixen la paret, igual que amb el saló anterior.

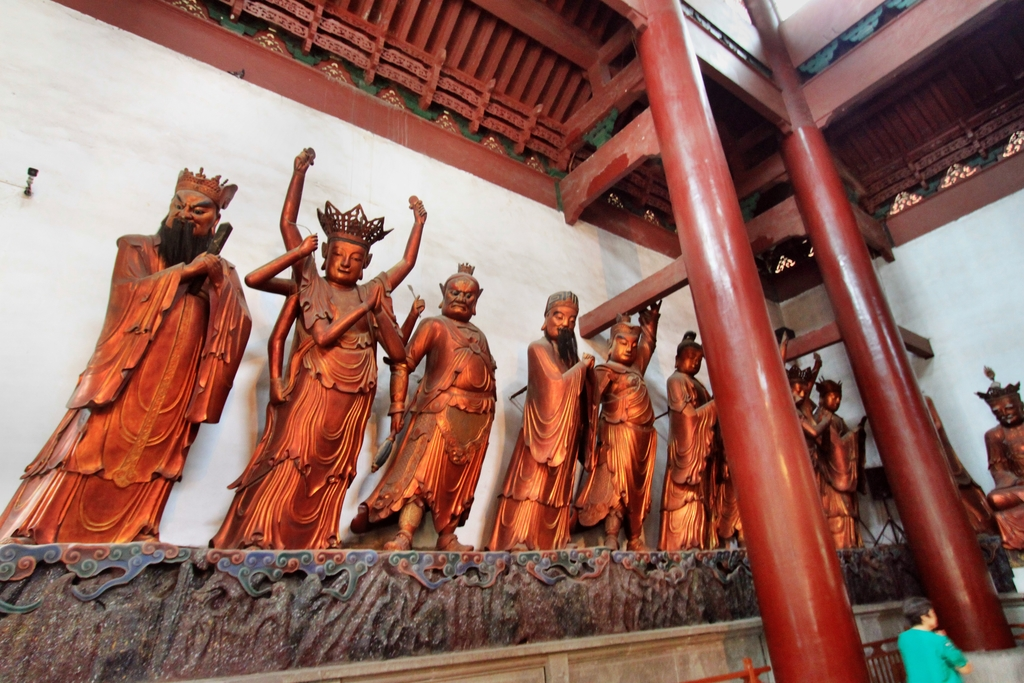
Vint-i-quatre estàtues del saló de Buda Sakyamuni

Darrere, l'escultura de Buda envoltat de 150 petites figures presideix l'espai. També es pot gaudir de moltes escenes animades descrites als sutres budistes. Una de les més destacades és el penúltim capítol de Avatamsaka Sutra, centrat en Sudhana; les 150 escultures d'argila esmentades amb antrioritat representen els mestres espirituals de Sudhana, els quatre reis celestials i Ji Gong, entre d'altres.
Per acabar, davant del saló existeixen dues pagodes de pedra octaèdriques de 9 pisos amb fines talles a cada costat. Segons l'arquitecte Liang Sicheng, les dues pagodes es van construir a finals de les Cinc Dinasties.

### Saló de Bhaisajyaguru
Darrere de la Sala principal, està la Sala de Bhaisajyaguru (藥師殿; Yàoshī Diàn). L'epicentre del saló és l'estàtua de Buda Bhaisajyaguru, també conegut com a Buda de la Medicina. El saló fa 20 metres de llargada i 12 d'amplada, i conté tres estàtues; una de Buda de la Medicina (Bhaisajyaguru), Buda de la llum del Sol (Sūryaprabha) i Buda de la llum de la Lluna (Candraprabha). Les dues darreres es consideren assistents de la primera.

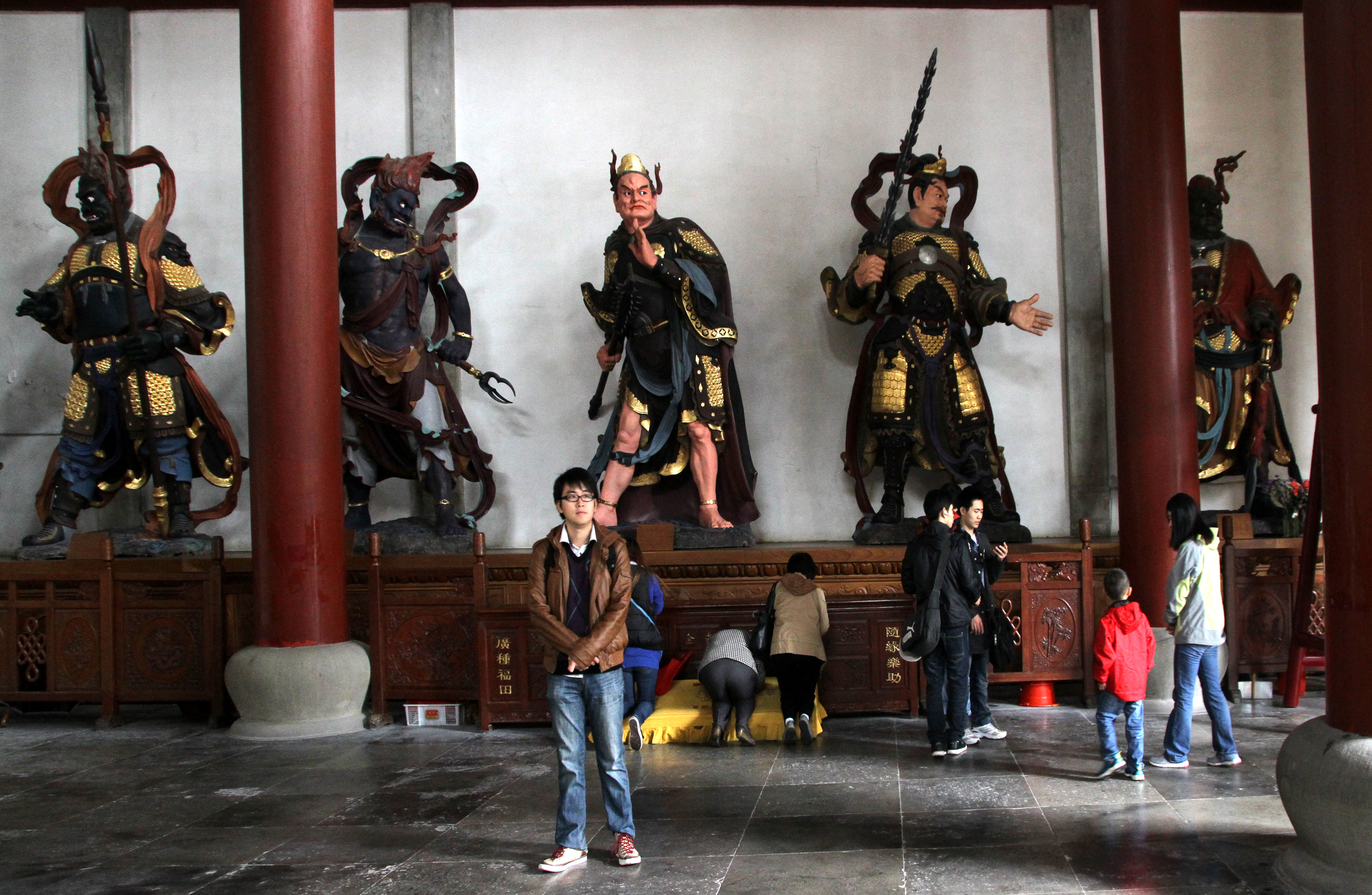
Dotze figures del saló Bhaisajyaguru.

Finalment, als dos costats es destaquen 12 estàtues de deixebles de Buda de la Medicina, representant la seqüència de dotze hores. Els seus noms d'esquerra a dreta són: Kumbhira, Vajra, Mihira, Andira, Anila, Sandila, Indra, Pajra, Makura, Kinnara, Catura i Vikarala.

#### Bodhisattves
Totes aquestes escultures tenen una denominació concreta dins el budisme: Bodhisattva. Aquests són éssers il·luminats que renuncien al Nirvana per guiar als altres en el seu camí cap a la il·luminació. A més a més, es mostren més ornamentats i elegants que la representació de Buda clàssic.

### Sala Jigong
El saló de Ji Gong rep el seu nom per la monumental escultura de bronze de Ji Gong (també es coneix amb el nom de "Daoji") ubicada al bell mig de la sala. Aquest va ser un mestre de la dinastia Song i es pot identificar gràcies al ventall trencat sobre la seva mà dreta, els comptes de pregàries localitzats a la dreta i el seu peu dret, submergit en un pot de vi.
Al darrere, divuit murals gegantins de tres metres d'alçada i tres d'amplada representen la narració de la vida de Ji Gong.

### Grutes Feilai Feng
Feilai Feng, o "el pic que va volar cap aquí", també traduït habitualment com a "pic volador" (xinès tradicional: 飛來峰石窟; xinès simplificat: 飞来峰石窟), es troba davant del temple pròpiament dit. Aquesta localització guarda una forta correlació amb la llegenda de Huili, el monjo creador del temple.

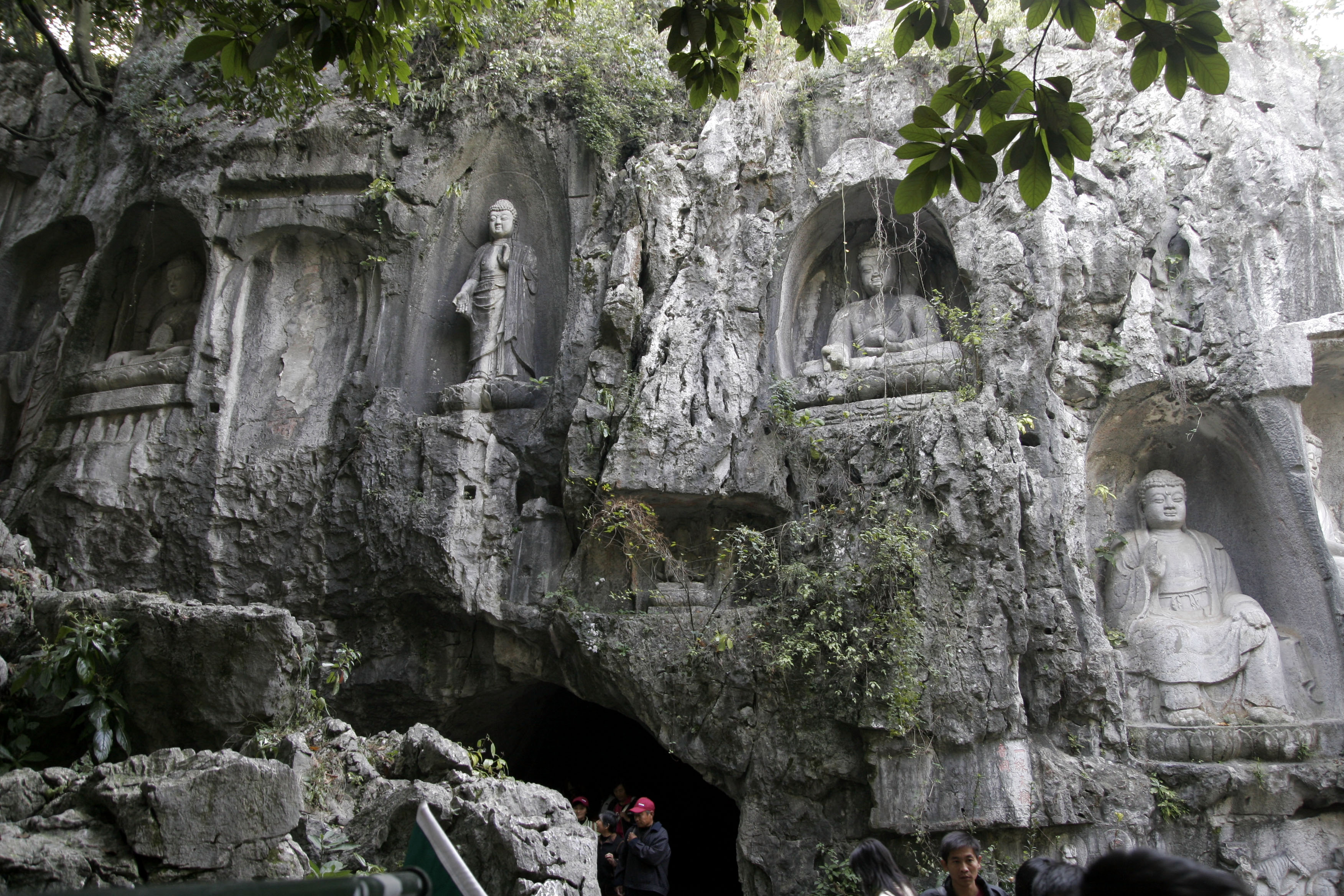
Grutes Feilai Feng

Altres llegendes expliquen que el pic era originari d'Índia, però que va volar cap a Hangzhou durant la nit com a demostració de l'omnipotència de la llei budista.
Des de l'inici, al cim existeixen diverses grutes rellevants: la de Qinglin, Yuru, Longhong... A la cova principal, destaca una escultura tallada dedicada a Bodhisattva Guanyin, que amb escletxes de llum, deixa entreveure el misticisme de la vida contemplativa en la natura.
A les grutes de Feilai Feng coexisteixen un total de més de 470 peces en 153 santuaris. Majoritàriament, mostren una bona conservació i són de diferents períodes artístics (dinastia Yuan, Ming, Tang...).

## Temple Lingyin en l'actualitat

### Rituals budistes
Tot i que la major part de l'activitat religiosa del temple no està obert al públic, existeixen tres rituals crucials pels fidels que es celebren una vegada a l'any.

#### La distribució de farinetes de Laba

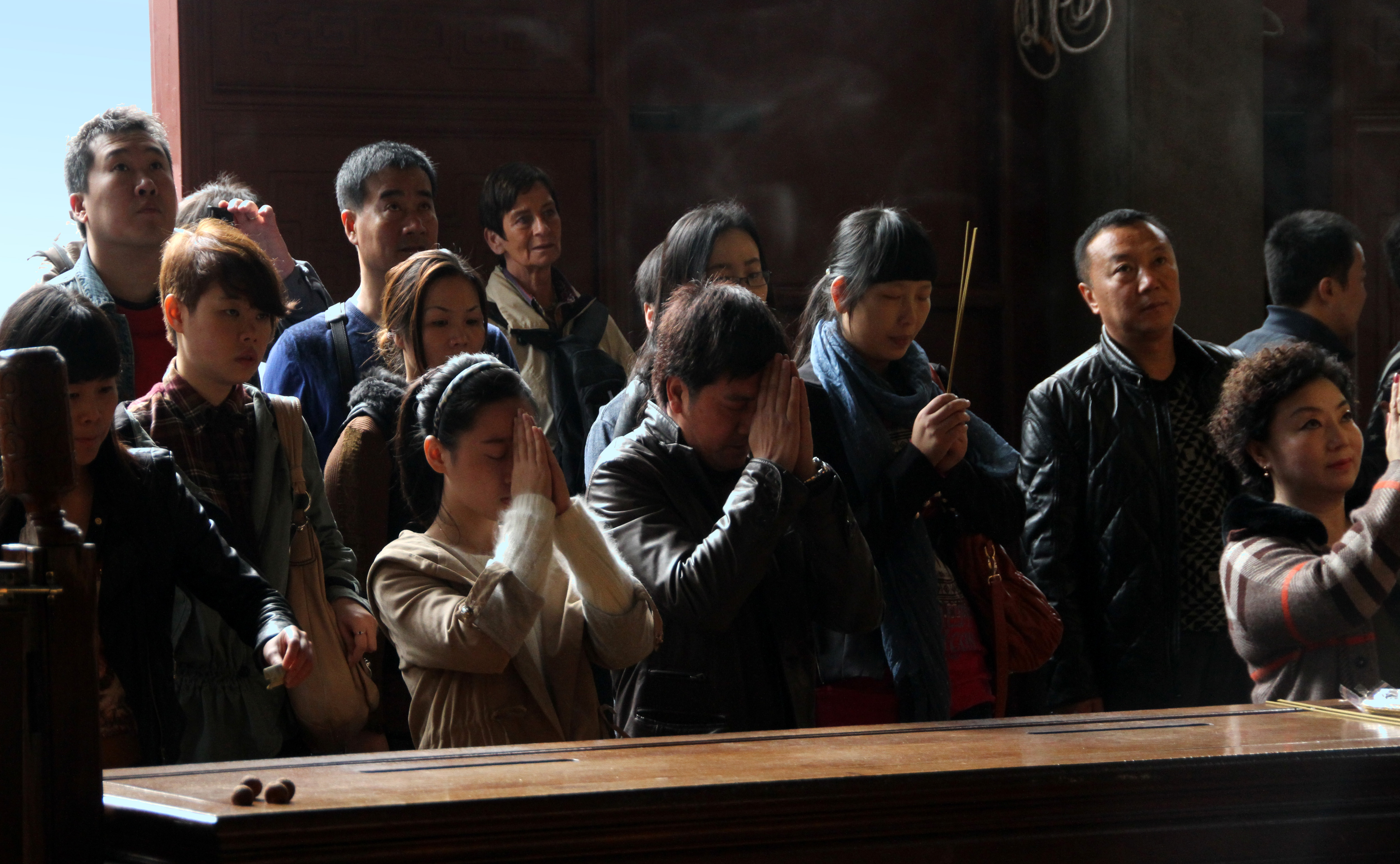
Cerimònies de pregària en l'actualitat

Aquesta tradició, encara inesgotable avui, transcendeix els cent anys d'antiguitat. Es tracta de l'acte de regalar Farinetes durant el festival de Laba. Anteriorment, els monjos del temple donaven pataca als pobres fora del temple, però avui en dia es recapten a causes benèfiques (llars d'avis, escoles...). Normalment també participen voluntaris. A més a més, se celebren activitats sacres com la cerimònia de pregària, la de sermons o el cant de sutra.

#### Ritu Shui-Lu
El ritu Shui-Lu (水陆法会) o "ritu d'alliberament de l'aigua i la terra", és un ritual cerimonial budista que té com a punt d'inflexió la relació amb els déus locals, els avantpassats i els morts. Es crida als déus budistes per ajudar a salvar als éssers vius de la terra del seu turment. Normalment, se celebra al setembre (segons el calendari lunar) i és la cerimònia més extraordinària de totes.

#### Mendicació benèfica
Finalment, la mendicitat benèfica (托钵行脚) es va començar a celebrar a partir de l'any 2009. Tots els abats i mestres dels temples demanen almoina i aquesta es recapta per donar a organitzacions benèfiques locals, per ajudar pobres o refugiats.